# Torsten Lindberg
Torsten Gustav Adolf Lindberg, även känd som Lindy, född 14 april 1917 i Nässjö, död 31 augusti 2009 i Malmö, var en svensk fotbollsmålvakt. Han kom i mycket unga år till Huskvarna och var en av stadens stora idrottspersonligheter.
Torsten Lindberg var en av tre söner till förvaltaren av staden Huskvarnas förråd, då beläget mellan Grännavägen (senare Riksettan och E4) och båthusen längs ån. På grusplanen utanför förrådet spelade traktens (Rumlaborgs) ungdomar fotboll. Motorvägen går nu fram över platsen där han startade sin karriär.  
Som 17-årig junior vaktade han 1934 målet för Husqvarna IF under hela höstsäsongen i div. 2 Östra och gjorde enligt fotbollsreferenterna ett bra jobb. Han blev under denna period tillsammans med 5 klubbkamrater uttagen till Smålandslaget. 
1937 ramlade Husqvarna ur serien och "Lindy" gick över till Jönköpingsklubben IK Tord, och via Örgryte IS, där han spelade 13 matcher säsongen 1939/1940, kom han 1940 till IFK Norrköping. Där erövrade han hela sex SM-titlar och vaktade landslagsmålet 19 gånger. Som kronan på verket vann han med olympialaget en guldmedalj i London-OS 1948, då Sverige i finalen besegrade dåvarande Jugoslavien med 3–1. Lindberg var den siste överlevande medlemmen av OS-guldlaget.
Efter avslutad spelarkarriärvar var Torsten Lindberg tränare för Norrköpings A-lag 1953-1954 och assisterade landslagstränaren George Raynor under VM på hemmaplan 1958. På 1960-talet förde han som tränare Djurgårdens IF till två SM-guld (1964 och 1966).
Mindre känt är kanske att han också var en utmärkt bordtennisspelare i Rumlaborgs BTK, bildad 1931. På en sajt om småländsk idrott karakteriserar klubben honom som "sin första storspelare". Tillsammans med sina bröder arbetade han också med det organisatoriska; äldste brodern Gunnar som ordförande, Thage som allmänt pådrivande och Torsten som materielförvaltare.